# Bán Willy
Bán Willy (? – 1945) magyar bélyeggyűjtő, filatéliai szakíró.
Nagy jelentőséggel rendelkező közlései között a legjelentősebb A Magyar Postabélyegek Adattára címet viselő forrásértékű könyve, melyet a Hungária Magyar Bélyeggyűjtők Köre adott ki 1943-ban. Nevéhez fűződik a maximafilia Magyarországon való meghonosítása is. Ő volt az egyik legelső az egész világon, aki carte maximumot készített. Gyűjtését egy fényképes levelezőlap képoldalára ráragasztott, első napon (1913. november 20.) lebélyegzett, 10 filléres Árvíz bélyeggel kezdte, mely a  krassó-szörényi nagy árvizet ábrázolta. Gyűjteménye díjat nyert több jelentős nemzetközi kiállításon is. Munkássága mintegy iránymutató volt a későbbi filatéliai kutatásra, valamint az adatok feldolgozására és közlésére.